# Ón(IV)-klorid
Az ón(IV)-klorid (vagy ón-tetraklorid) egy szervetlen vegyület, amelynek a képlete SnCl4. Színtelen, levegőn füstölgő folyadék. Kevés víz jelenlétében pentahidráttá (5 mól kristályvizes ón(IV)-kloriddá) alakul, ami egy fehér színű, szilárd anyag. Ennek képlete SnCl4 · 5 H2O. Ezt régen ónvajnak nevezték. Nagyobb mennyiségű víz hatására elbomlik, hidrolizál.
Szerkezetét tekintve a szilícium-kloridhoz hasonló, kovalens kötésű vegyület.

## Kémiai tulajdonságai
Az ón(IV)-klorid nagy mennyiségű víz jelenlétében hidrolizál. A hidrolízist heves hőfejlődés kíséri. A folyamat során kolloid ón(IV)-hidroxid keletkezik. A reakcióegyenlete:
{\displaystyle \mathrm {SnCl_{4}+4\ H_{2}O\rightarrow Sn(OH)_{4}+4\ HCl} }
Ón hatására ón(II)-kloriddá redukálódik. Sósav hatására egy komplex vegyület, hidrogén-hexakloro-sztannát(IV) keletkezik:
{\displaystyle \mathrm {SnCl_{4}+2\ HCl\rightarrow H_{2}[SnCl_{6}]} }.
Komplex sókká alakul az alkálifémek kloridjaival és ammónium-kloriddal. Az ammónium-klorid hatására keletkező vegyület neve: pinksó (ammónium-hexaklorosztannát, (NH4)[SnCl6]). Ez egy fehér színű kristályos vegyület, ami vízben jól oldódik.

## Előállítása
Az ón(IV)-klorid az ón klórgázban való elégetésével nyerhető. Ón(II)-kloridból is keletkezik, ha azt klórral oxidálják. A vegyület desztillációval tisztítható.

## Felhasználása
Az ón(IV)-kloridot a textilfestésben pácolásra használják. A pácolásra használt ón(IV)-kloridot tartalmazó oldatot ónoldatnak vagy ónkompozíciónak nevezik. Kerámiák készítésekor is alkalmazzák. Edények ónozásárra is felhasználják.